# Mamerthes aonia
Mamerthes aonia là một loài bướm đêm trong họ Noctuidae.